# Scorpio mogadorensis
Espèce
Synonymes
- Scorpio maurus mogadorensis Birula, 1910

Scorpio mogadorensis est une espèce de scorpions de la famille des Scorpionidae.

## Distribution
Cette espèce est endémique du Maroc. Elle se rencontre vers Essaouira.

## Description
La femelle syntype mesure 66 mm.

## Systématique et taxinomie
Cette espèce a été décrite sous le protonyme Scorpio maurus mogadorensis par Birula en 1910. Elle est élevée au rang d'espèce par Lourenço en 2009.

## Étymologie
Son nom d'espèce, composé de mogador et du suffixe latin -ensis, « qui vit dans, qui habite », lui a été donné en référence au lieu de sa découverte, Mogador.

## Publication originale
- Birula, 1910 : « Ueber Scorpio maurus Linné und seine Unterarten. » Horae Societatis Entomologicae Rossicae, vol. 39, p. 115-192 (texte intégral).